# 內肖爾門島
內肖爾門島，是南極洲的島嶼，位於毛德皇后地的哈拉爾王子海岸，處於德尤普維克內塞特半島對開海域0.9公里的呂佐夫-霍爾姆灣南部，根據挪威探險隊拍攝的空中照片繪入地圖，現時由南極條約體系管理。
69°44′S 38°12′E / 69.733°S 38.200°E